# Haemophilus felis
Espèce
Haemophilus felis est une espèce de bactéries à Gram négatif de la famille des Pasteurellaceae.

## Description
Les bactéries de l'espèce Haemophilus felis sont des coccobacilles ou de petits bacilles réguliers dont les dimensions sont de 0,45 µm à 0,55 µm de large pour 1,5 µm à 1,7 µm de long.

## Taxonomie
Le nom correct complet (avec auteur) de ce taxon est Haemophilus felis Inzana (d) et al., 1999.

### Étymologie
L'étymologie de l'épithète d'espèce d’Haemophilus felis est la suivante : fe’lis. L. gen. fem. n. felis, du chat.